# Соколов, Александр Ростиславович
Александр Ростиславович Соколов (род. 20 октября 1949, Ленинград) — советский и российский историк, доктор исторических наук, профессор, директор Российского государственного исторического архива, член редакционных советов ряда журналов, научный редактор ряда справочников, член церковно-научного совета по изданию «Православной Энциклопедии».

## Биография
В 1977 году окончил исторический факультет Ленинградского государственного университета. После окончания университета до 1997 года был преподавателем Ленинградского горного института. В 1985 году защитил кандидатскую диссертацию. В 1997 году стал директором Российского государственного исторического архива. С 2004 года преподаватель Санкт-Петербургского государственного университета.
Автор более 250 научных работ. Является соавтором нескольких коллективных монографий.

## Монографии
- Соколов А. Р. Благотворительность в народном образовании и её роль в трансформации российского общества. — СПб., 2005. — 256 с.
- Соколов А. Р. Благотворительность в народном образовании и её роль в трансформации российского общества. — СПб., 2005. — 256 с.
- Соколов А. Р. Российская благотворительность: Исторические исследования. — СПб., 2005. — 220 с.
- Соколов А. Р. Российская благотворительность в русском общественном сознании. Дореволюционная историография благотворительной деятельности и благотворительных учреждений. — СПб., 2005. — 284 с.
- Соколов А. Р. Благотворительность в России как механизм взаимодействия общества и государства (начало XVIII — конец XIX вв.). — СПб., 2006. — 648 с.
- Соколов А. Р. Благотворительность в России как механизм взаимодействия общества и государства (начало XVIII — конец XIX вв.). — 2-е изд.. — СПб., 2006. — 648 с.
- Соколов А. Р. Благотворительность в России как механизм взаимодействия общества и государства: начало XVIII — конец XIX вв.. — 3-е изд., испр. и доп.. — СПб., 2007. — 656 с.
- Соколов А. Р. Благотворительность в России как механизм взаимодействия общества и государства. — СПб., 2007. — 656 с.
- Соколов А. Р. Романовы. На благо России. — СПб.: Лики России, 2009. — 200 с.
- Соколов А. Р. История Японии в документах. — СПб., Токио, 2010. — 388 с.
- Соколов А. Р. Благотворительность в России с древнейших времён до начала XX века. — СПб., 2011. — 160 с.
- Соколов А. Р. Николай I и Краковская республика. — СПб., 2016. — 299 с.
- Соколов А. Р. Россия и Япония. Взаимное открытие. — СПб., 2016. — 254 с.
- Соколов А. Р. Пётр Соболевский: жизнь и труды великого инженера. — СПб., 2017. — 192 с.
- Соколов А. Р. Фотоателье «К. К. Булла». — СПб., 2018. — 256 с.
- Соколов А. Р., Зимин И. В., Хитров А. А. Традиции благотворительности Императорского Дома Романовых. — ТОНЧУ, 2019. — 600 с. — ISBN 978-5-91215-178-1.
- Соколов А. Р. Из жизни петербургского профессора. — СПб.: Радуга, 2019. — 320 с. — 500 экз. — ISBN 978-5-6043201-8-1.
- Соколов А. Р. Нерусские русские. История служения России. Иноземные представители семьи Романовых. — М.: Центрполиграф, 2021. — 479 с. — ISBN 978-5-227-09458-2.
- Соколов А. Р., Умаров Д. В. А. Н. Чеченский — генерал Российской империи. — М.: ООО Издательство АСТ, 2022. — 232 с. — 1000 экз. — ISBN 978-5-17-1510073-2.